# The Penguins
The Penguins (Пингвины) — американский мужской вокальный квартет, работавший в стиле ду-воп.
Группа наиболее известна благодаря своей ставшей рок-н-ролльной классикой песне «Earth Angel» (8 место Billboard Hot 100, 15 недель в чарте), хотя её успех им так и не удалось впоследствии повторить — песня так и осталась их единственным попаданием в первую сороковку этого главного чарта «Билборда». «Earth Angel» находится на 152 месте в списке 500 величайших песен всех времён по версии журнала Rolling Stone. Кроме того, песня «Earth Angel (Will You Be Mine)» в исполнении группы The Penguins входит в составленный Залом славы рок-н-ролла список 500 Songs That Shaped Rock and Roll.
В 2004 группа была включена в Зал славы вокальных групп

## Состав

### Оригинальный состав
- Кливленд Данкан (англ. Cleveland Duncan) — лид-вокал
- Кёртисс Уильямс (англ. Curtis Williams) — тенор
- Декстер Тисби (англ. Dexter Tisby) — баритон
- Брюс Тейт (англ. Bruce Tate) — тенор

На момент создания группы в 1954 году все четверо учились в одной школе (Fremont High School в Лос-Анджелесе).